# Ansonia (Connecticut)
Ansonia ist eine Stadt im New Haven County im US-Bundesstaat Connecticut. Die Stadt liegt am Naugatuck River. Das U.S. Census Bureau ermittelte bei der Volkszählung 2020 eine Einwohnerzahl von 18.918.

## Geschichte
Ansonia wurde 1652 gegründet und nach Anson Greene Phelps, einem Philanthropen, benannt. Ursprünglich gehörte Ansonia zu Derby. Die Stadt erlitt am 19. August 1955 durch Hurrican Diane massive Zerstörungen. In den Jahrzehnten nach dem Hurrikan erlebte Ansonia eine Rezession. In den vergangenen Jahren erholte sich die Wirtschaft nach der Eröffnung einiger neuer Geschäfte wieder.

## Schulen
- John G. Prendergast School
- John C. Mead School
- Ansonia Middle School
- Ansonia High School

## Bevölkerungsentwicklung und Demografie
| - 1890 – 10.342 - 1900 – 12.681 - 1910 – 15.152 - 1920 – 17.643 - 1930 – 19.898 | - 1940 – 19.210 - 1950 – 18.706 - 1960 – 19.819 - 1970 – 21.160 - 1980 – 19.039 | - 1990 – 18.403 - 2000 – 18.554 - 2010 – 19.249 - 2020 – 18.918 |

Nach der Volkszählung aus dem Jahr 2000 hatte Ansonia 18.554 Einwohner, die sich auf 7.507 Haushalte verteilten. Die Bevölkerungsdichte betrug 1.188 Einwohner/km². 85,52 % der Bevölkerung waren weiß, 8,42 % afroamerikanisch und 7,42 % waren Latinos.

## Söhne und Töchter der Stadt
- Franklin Farrell (1908–2003), Eishockeytorwart
- Reuben H. Tucker (1911–1970), 2-Sterne-General
- Samuel Jaskilka (1919–2012), 4-Sterne-General[3]
- Allen Tinney (1921–2002), Jazzpianist
- Bob Skoronski (1934–2018), American-Football-Spieler
- John Cooke (1937–2005), Ruderer[4]
- Sandy Osiecki (* 1960), American-Football-Spieler
- Mayumi Roller (* 1991), Seglerin